# Ортичело (Авелино)
Ортичело је насеље у Италији у округу Авелино, региону Кампанија.
Према процени из 2011. у насељу је живело 145 становника. Насеље се налази на надморској висини од 356 м.